# Velia saulii
Velia (Plesiovelia) saulii – gatunek pluskwiaka różnoskrzydłego z rodziny plesicowatych i podrodziny Veliinae.

## Taksonomia
Gatunek został opisany w 1947 roku przez Livio Tamaniniego.

## Opis
Osobniki formy bezskrzydłej osiągają od 5,8 do 6,5 mm długości ciała. Głowa, przedplecze, tergity i boki odwłoka oraz odnóża od jasnobrunatnych do prawie czarnych. Na przodzie przedplecza T-kształtna, jasna plamka. Boczny rąbek odwłoka (connexivum) jasny, żółty, u samic uniesiony prawie do pionu w tylnej części. Końcowe kąty VII segmentu odwłoka krótki, mało wystające poza segmenty genitalne i nieco ku dołowi pochylone. Narząd genitalny samców o bocznych sklerytach endofalusa z wyraźną, szeroką częścią blaszkowatą. Rzadko spotykane formy długoskrzydłe mają szersze przedplecze, półpokrywy niepodzielone na przykrywkę i międzykrywkę, a odwłok cały jasny.

## Biologia i ekologia
Żyje na powierzchni wód płynących jak strumienie, potoki i małe rzeki, zwłaszcza w spokojniejszych odcinkach. Odżywia się owadami, które chwyta za pomocą odnóży przednich. Imagines zimują na lądzie w ściółce.

## Rozprzestrzenienie
Gatunek europejski. Wykazany został z Austrii, Białorusi, Belgii, Czech, Danii, Estonii, Finlandii, Francji, Hiszpanii, Holandii, Irlandii, Liechtensteinu, Litwy, Łotwy, Macedonii Północnej, Niemiec, Norwegii, obwodu królewieckiego, Polski, Portugalii, Rosji, Rumunii, Słowacji, Słowenii, Szwecji, Szwajcarii, Ukrainy, Węgier, Wielkiej Brytanii i Włoch.